# Colonia elioterapica (Legnano)
L'ex colonia elioterapica è un edificio storico di Legnano, comune della città metropolitana di Milano, in Lombardia. Progettato dallo studio di architettura BBPR, è uno degli esempi più importanti del razionalismo italiano.

## Storia

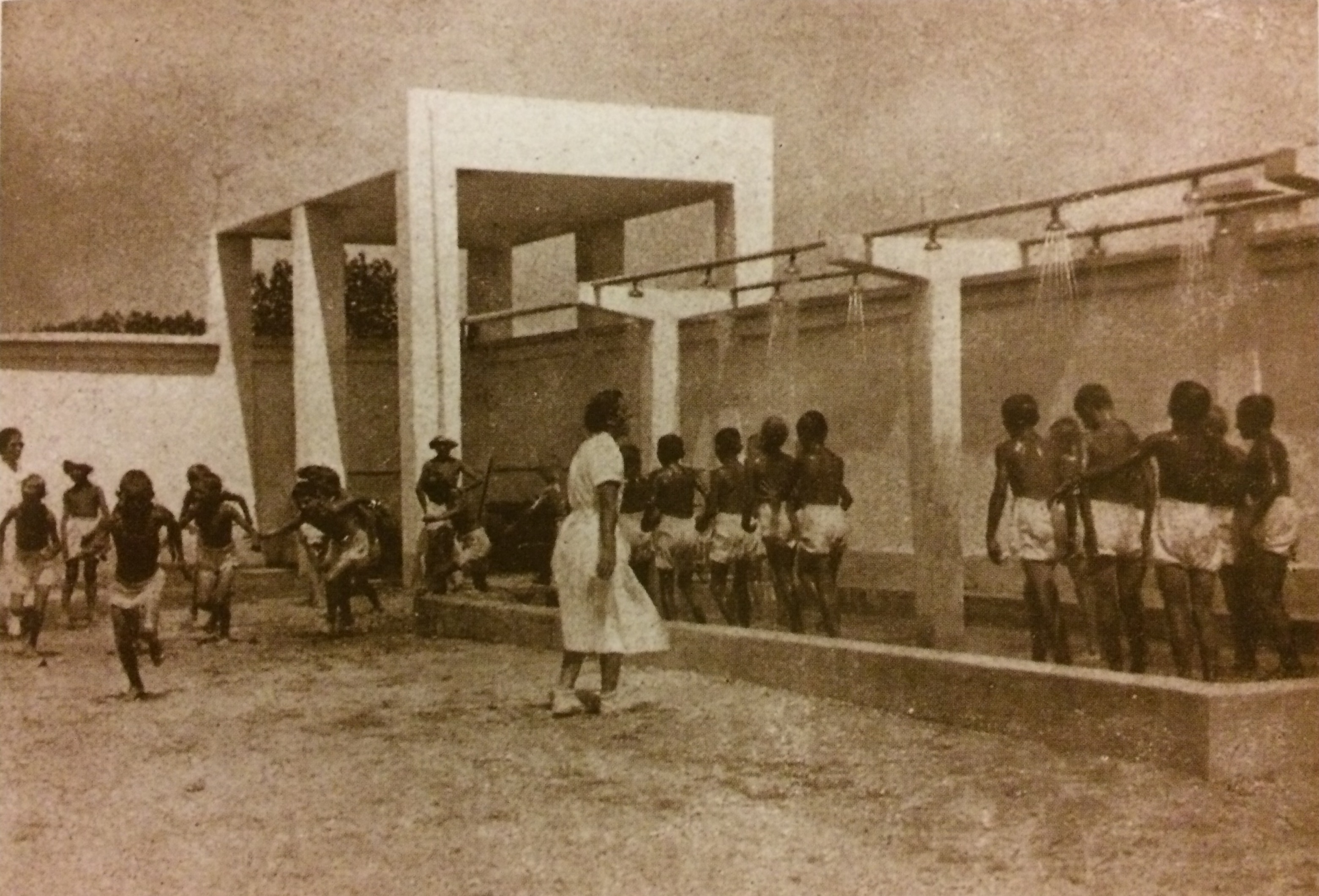
Bambini che fanno la doccia dopo l'elioterapia presso la colonia elioterapica di Legnano in una foto d'epoca

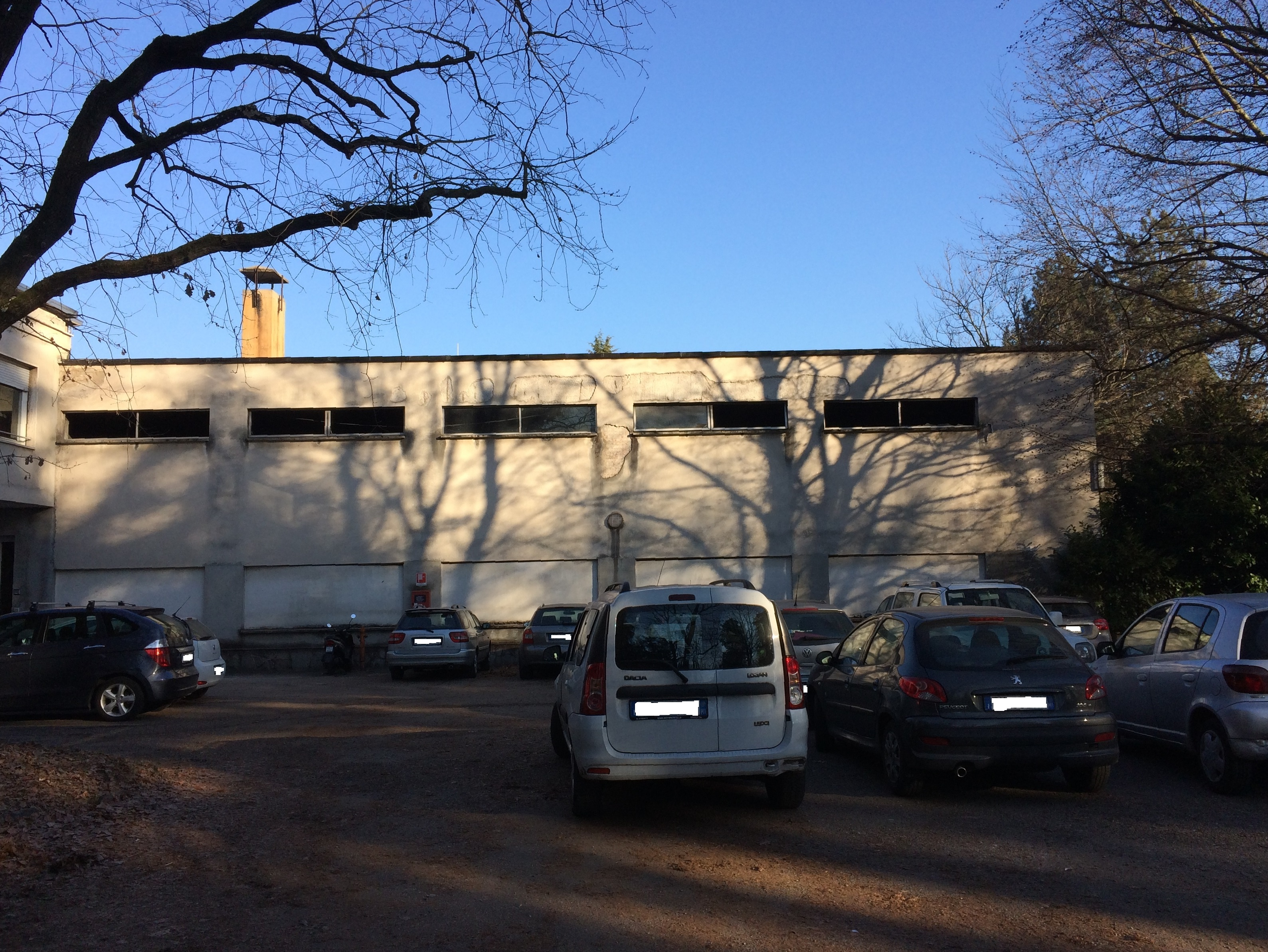
La parte laterale sinistra del solarium dell'ex-colonia elioterapica di Legnano

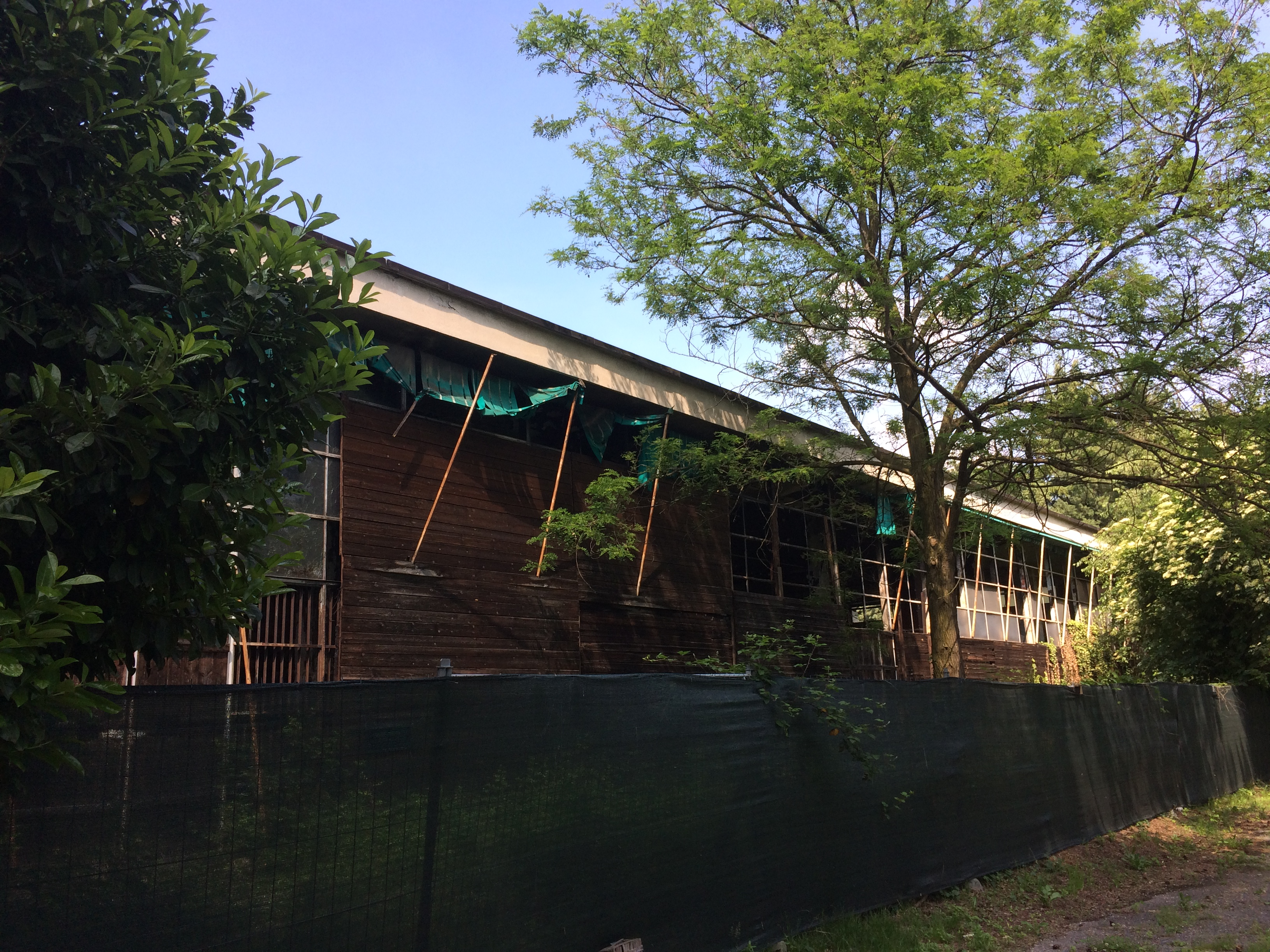
Scorcio della parte frontale del solarium dell'ex-colonia elioterapica di Legnano

La colonia elioterapica di Legnano venne costruita in pochi mesi tra il 1937 e il 1938 grazie all'interessamento di alcuni imprenditori legnanesi tra cui Carlo Jucker, direttore del Cotonificio Cantoni e grande protagonista dell'iniziativa, e Rodolfo Bernocchi, industriale locale nonché fondatore dell'omonima azienda tessile. I fondi raccolti dalla sottoscrizione popolare organizzata per realizzare la struttura furono consegnati il 16 dicembre 1937 a Palazzo Venezia a una rappresentanza degli industriali del Legnanese da Benito Mussolini in persona. Carlo Jucker affidò poi la realizzazione del progetto della colonia elioterapica al celebre studio di architettura BBPR.
La funzione delle colonie elioterapiche era la cura del rachitismo infantile che colpiva, secondo alcune stime dell'epoca, circa il 10% della popolazione di scolari. Era infatti obiettivo dello Stato avere bambini di robusta costituzione; questi giovani, quando cresciuti, avrebbero formato una vigorosa ossatura per il Regio Esercito. Un altro motivo era strettamente legato a questioni sanitarie: l'elioterapia era efficace contro raffreddori, bronchiti, morbillo e scarlattina, ovvero nei confronti di malattie che avevano un certo peso, anche economico, sulla società. Nello stesso periodo, in Italia, vennero realizzate moltissime altre colonie elioterapiche: il piano nazionale per costruire questi tipi di strutture, che iniziò nel 1929, era di grande respiro, tant'è che i bambini curati a livello nazionale furono 242.233 nel 1930 e circa 700.000 nel 1936. Le colonie elioterapiche iniziarono a cadere in disuso a seconda guerra mondiale terminata.

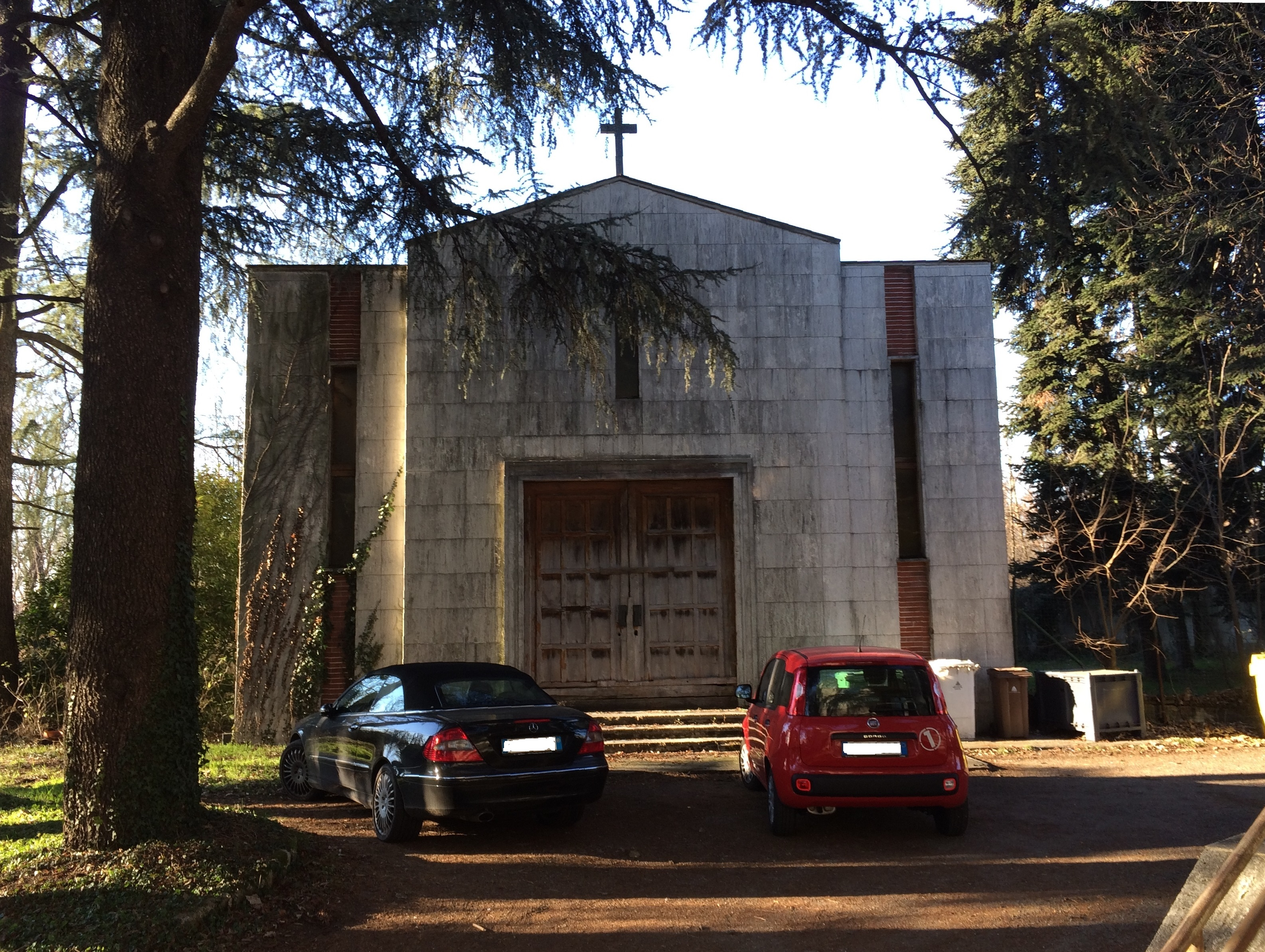
La chiesa dell'ex-colonia elioterapica di Legnano

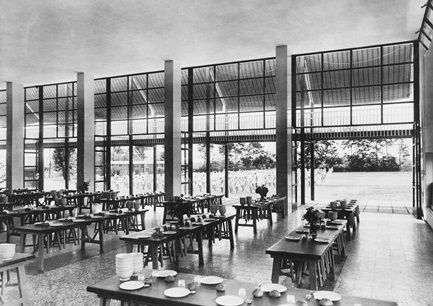
Refettorio della colonia elioterapica di Legnano in una foto d'epoca

La scelta del luogo dove erigere la colonia elioterapica di Legnano non fu casuale: la struttura venne costruita in zona Bosco dei Ronchi, ovvero su un pianalto morenico formato dai depositi accumulati nel corso dei secoli dal fiume Olona una cui piccola parte, dal 1992, è parco pubblico. In particolare, la struttura venne realizzata su alcuni terreni precedentemente occupati dagli stabilimenti della casa automobilistica legnanese Società Automobili e Motori che si trovavano in località Bersanella dei Ronchi, da cui si domina tutta Legnano. Grazie alla sua conformazione collinare, questa zona protegge i suoi abitanti dai freddi venti provenienti da nord senza impedire ai raggi del Sole di illuminare e scaldare l'area. All'inaugurazione della colonia elioterapica di Legnano, che costò in totale un milione e mezzo di lire, partecipò il segretario generale del Partito Nazionale Fascista Achille Starace.
Nel 1955 la colonia elioterapica cambiò finalità diventando centro per la cura dei mutilati sul lavoro; in questa occasione il complesso architettonico venne parzialmente abbattuto e poi ricostruito. Dell'originale gruppo di edifici è sopravvissuto un solo fabbricato, quello che un tempo ospitava il refettorio e il solarium, ora fatiscente. Il centro di rieducazione per i mutilati sul lavoro fu il primo realizzato in Italia e venne inaugurato nel settembre del 1955 alla presenza del presidente della Repubblica Giovanni Gronchi; fu attivo fino al novembre del 1982, quando venne trasferito, complice il minor afflusso di pazienti, all'interno dell'ospedale di Legnano. Adiacente al centro di rieducazione per i mutilati sul lavoro venne costruita una piccola chiesa, che fu consacrata dall'arcivescovo di Milano Giovanni Battista Montini il 4 luglio 1961 e che si trova tuttora all'interno dell'area che ospitava il centro di rieducazione per i mutilati sul lavoro.
Dal 1º agosto 1990 l'area dell'ex colonia elioterapica è diventata sede del centro psico-sociale, che fa a capo al reparto psichiatria dell'ospedale civile di Legnano.

## Il complesso architettonico

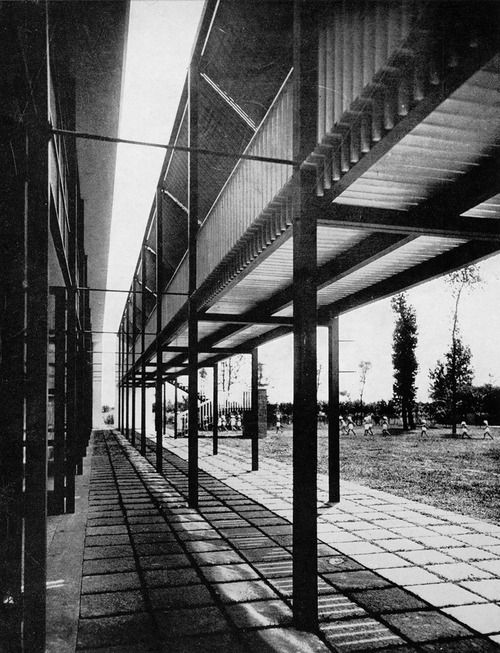
Sulla destra, la struttura in legno che fungeva da solarium della colonia elioterapica di Legnano

L'area su cui sorgeva la colonia elioterapica misurava circa 20.000 m2, mentre la volumetria totale degli edifici raggiungeva i 7.000 m3. Il fulcro del complesso architettonico originale era costituito da un edificio principale a un solo piano che comprendeva l'ingresso, due sale d'attesa, gli studi dei medici, i servizi igienici, la direzione e gli spogliatoi per bambini. Questi ultimi avevano l'ingresso verso il porticato, così che gli ospiti potessero dirigersi direttamente ai vari servizi presenti nella struttura senza passare da altri ambienti. La colonia elioterapica di Legnano era in grado di ospitare fino a 400 bambini. 

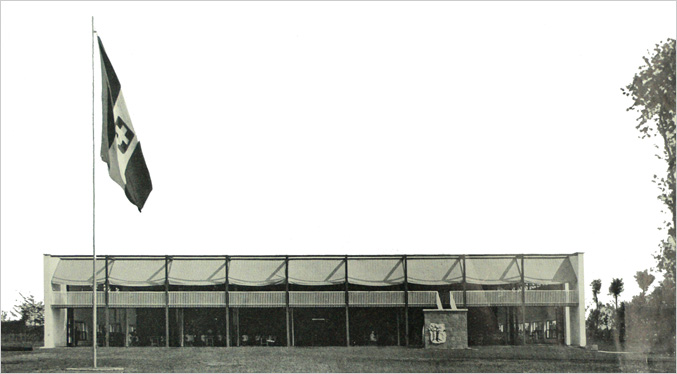
Vista frontale dell'edificio che ospitava il solarium e il refettorio della colonia elioterapica di Legnano. Sulla destra, in primo piano, si vede la scultura di Lucio Fontana che un tempo impreziosiva il parco della struttura

L'edificio principale era unito verso sud, tramite due passaggi coperti affiancati, a un secondo edificio avente una forma di ferro di cavallo che ospitava il refettorio e il solarium. Quest'ultimo, in particolare, corrispondeva all'intera facciata posta a meridione ed era costituito da una struttura aperta in legno, all'interno della quale i bambini potevano essere esposti al Sole. Il refettorio, invece, era dotato di ampie vetrate apribili che proteggevano dal Sole diretto permettendo comunque la vista verso l'ambiente esterno circostante, che era costituita da un'ampia area verde formata da prati e zone alberate.
All'interno del perimetro a U del secondo fabbricato menzionato era presente un piccolo edificio che ospitava la cucina. L'edificio principale era a un piano, mentre il fabbricato a U era costituito da due livelli. Il complesso architettonico era completato da un edificio rotondo a uso del personale e da un vasto giardino alberato che comprendeva un fabbricato per la siesta e per i campi elioterapici nonché altri servizi come lo spazio per la doccia, la cui acqua era intiepidita direttamente dal Sole grazie a una doppia tubatura ad anello che era situata lungo una parete della struttura.
All'interno del complesso era stata collocata una scultura di Lucio Fontana, di cui poi si sono perse le tracce. Da un punto di vista architettonico, la colonia elioterapica fu concepita con uno stile razionale, ma con una certa emancipazione formale dalle linee della struttura, che erano necessariamente ordinate per via della funzione pratica degli edifici. Ciò ha fatto della colonia elioterapica di Legnano uno degli esempi più importanti del razionalismo italiano.